# Nicotiana tabacum

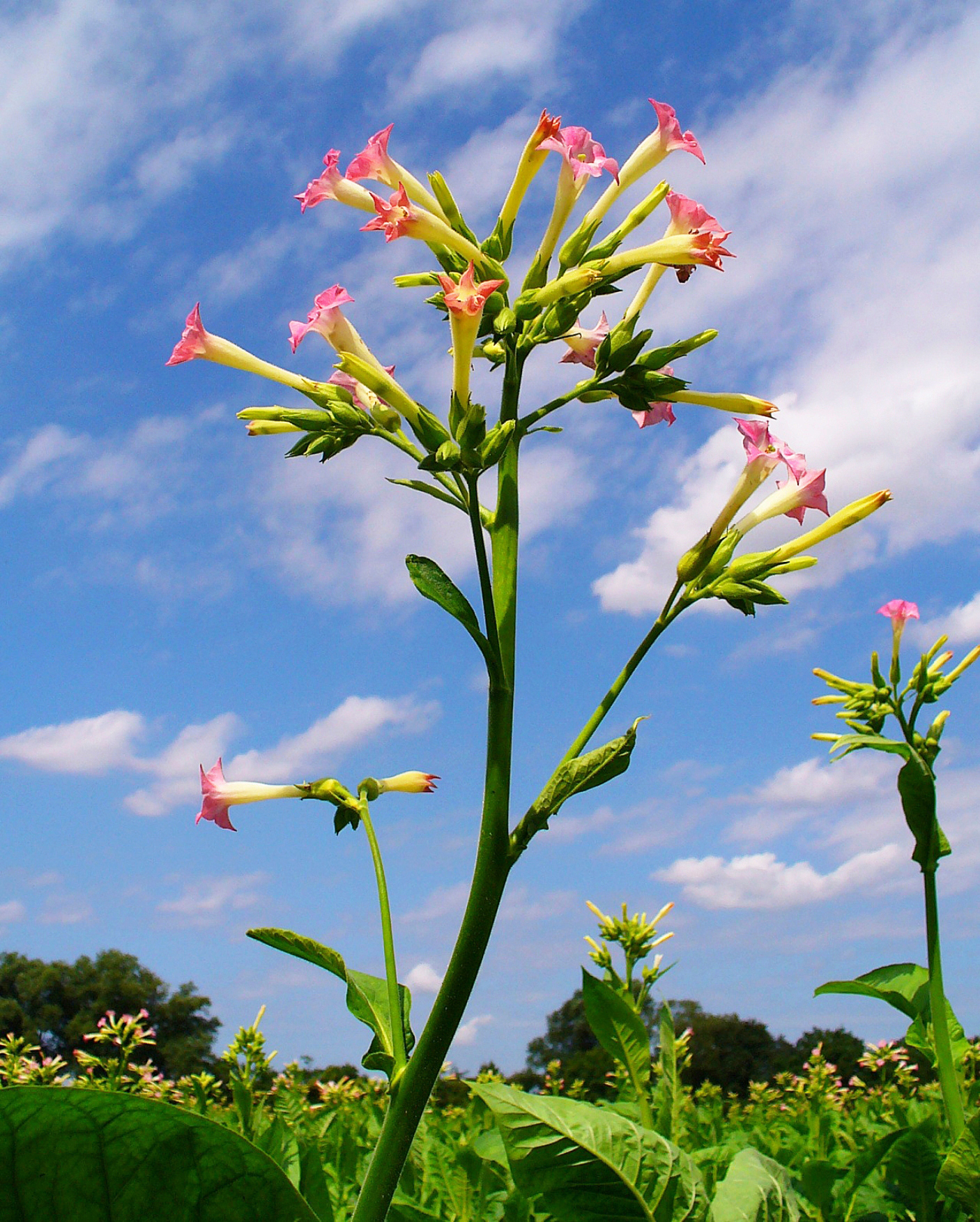
Inflorescências.

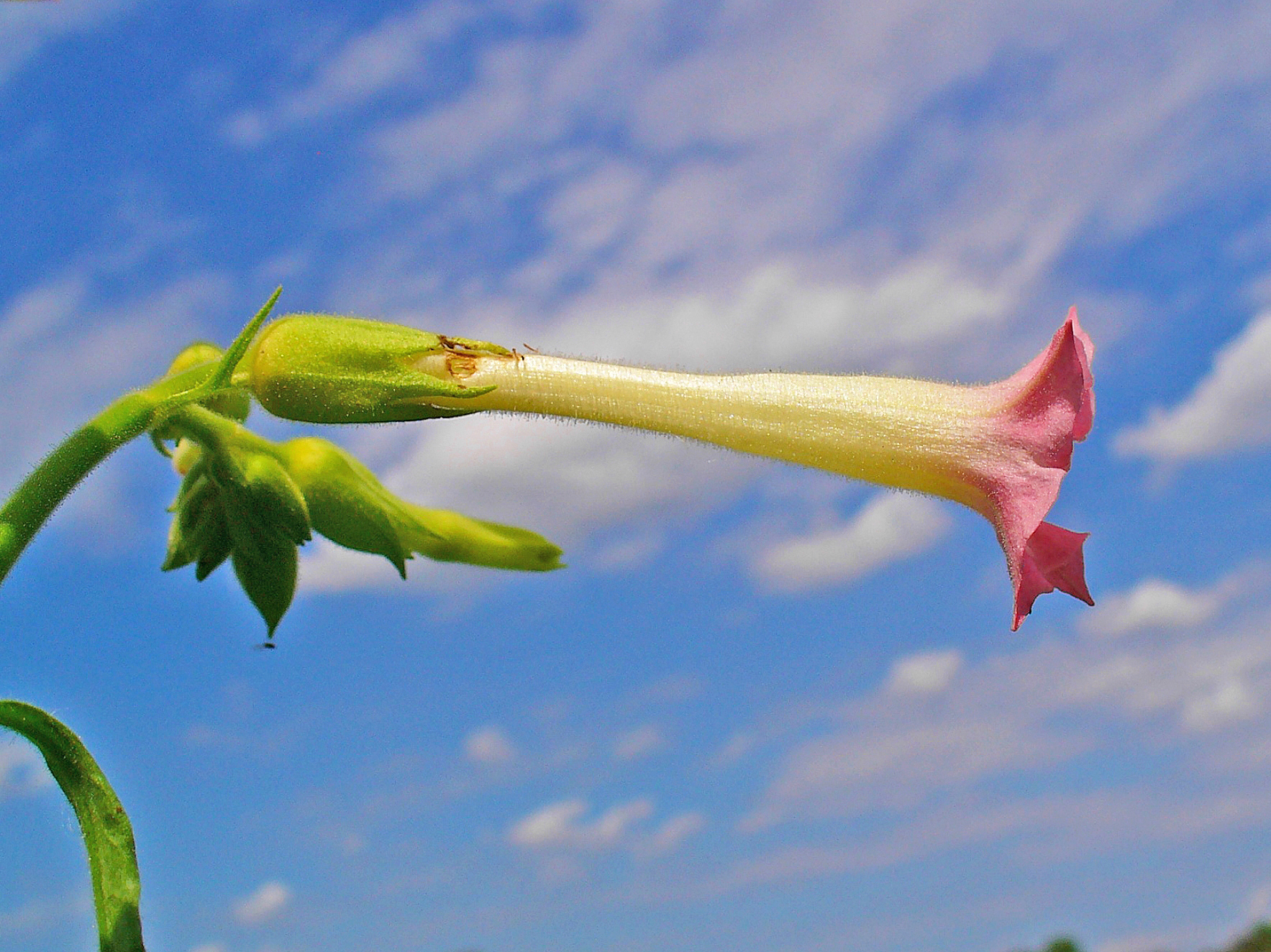
Flor, vista lateral.

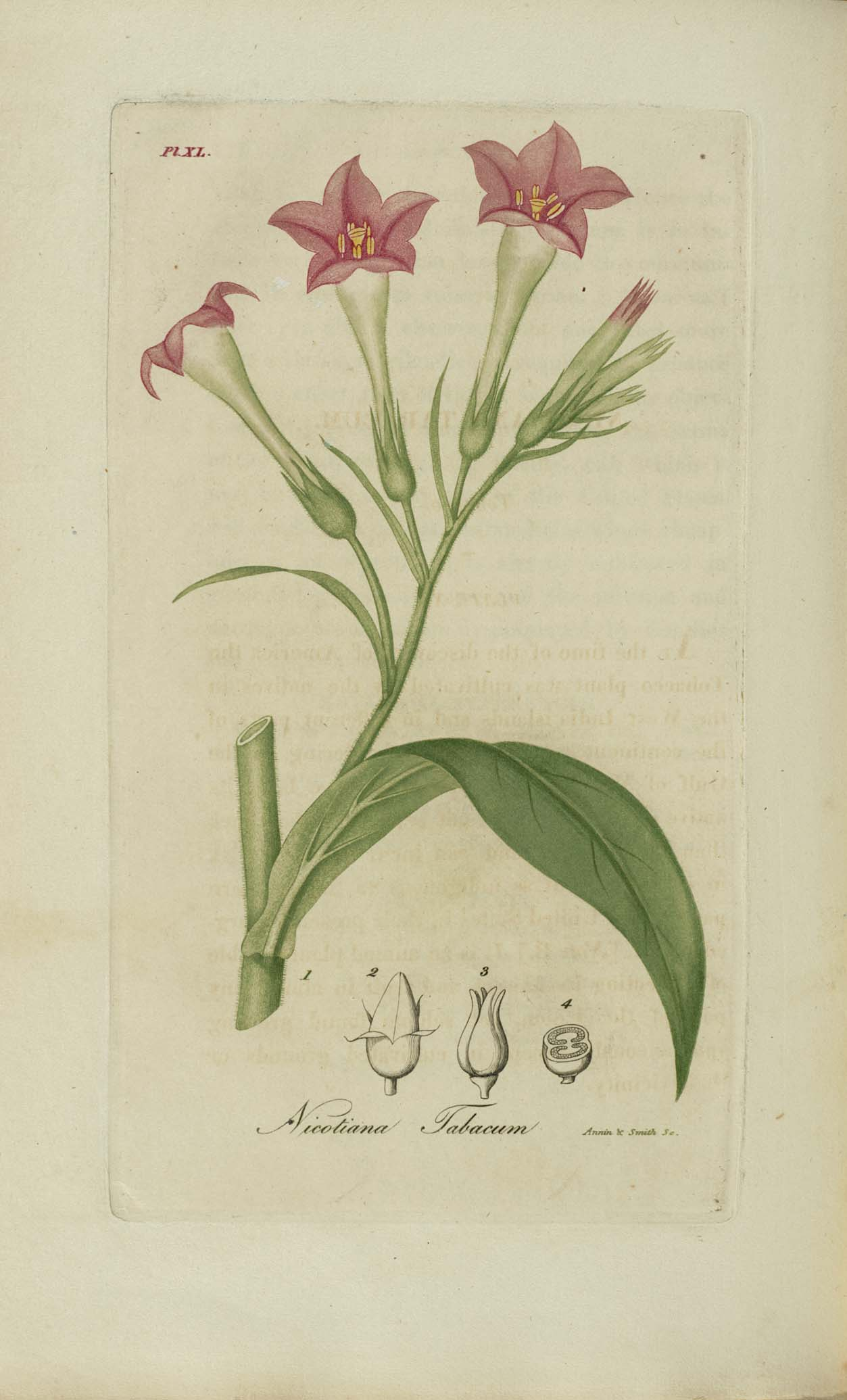
Ilustração.

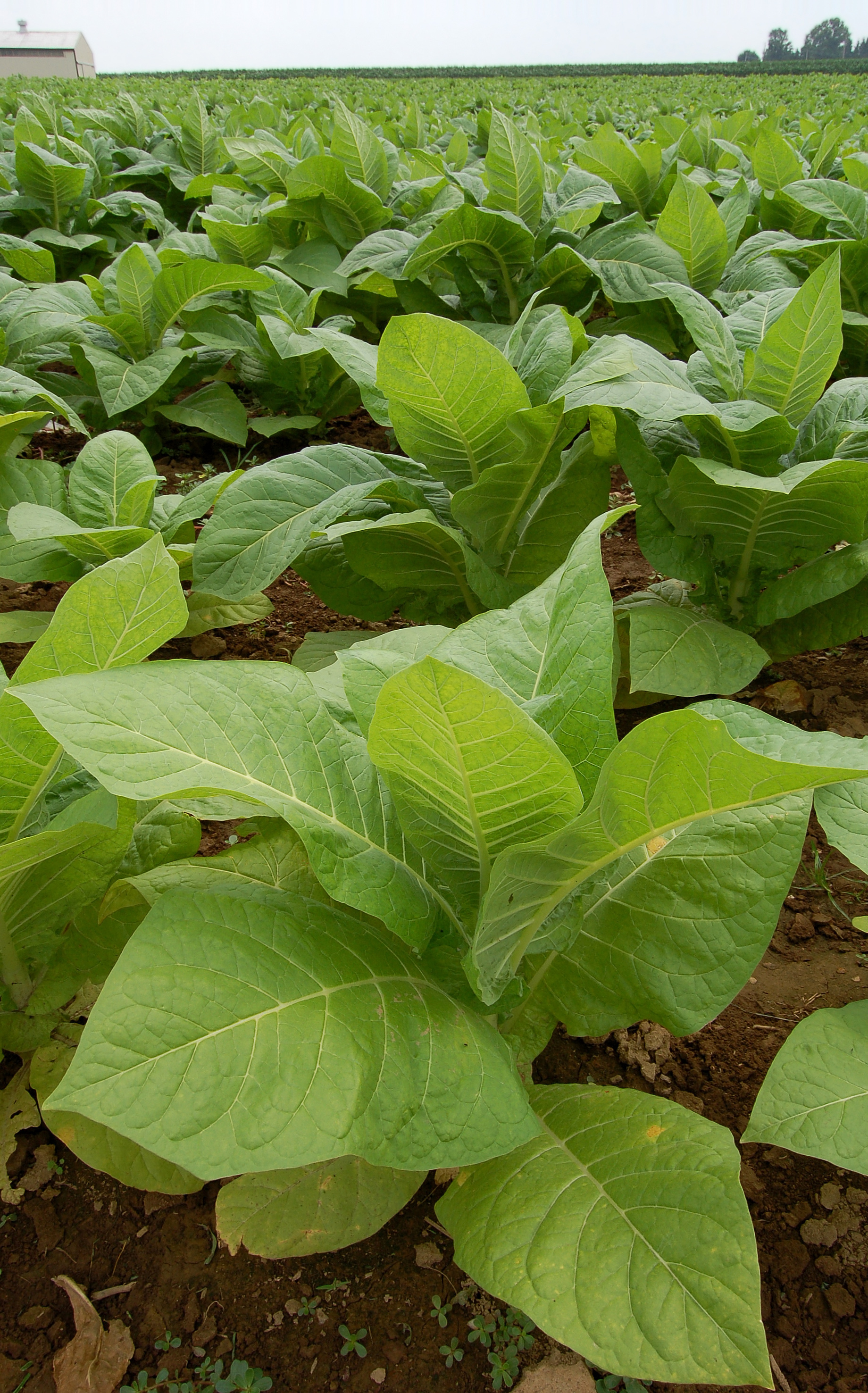
Folhas de plantas jovens.

Nicotiana tabacum é uma planta herbácea perene, da família das solanáceas, oriunda da América tropical, de cujas folhas se produz a maior parte do tabaco comercializado.

## Descrição
N. tabacum é uma herbácea anual, bienal ou perene, pubescente-glandulosa, robusta, de 50 cm até 3 m de altura. A raiz é larga e fibrosa. O caule é erecto, de secção circular, piloso e viscoso ao tacto. Apresenta ramificação próxima do extremo superior, produzindo folhas densas, grandes (30–40 cm de comprimento por 10 a 20 de largura), alternas, sésseis, ovado a lanceoladas, afiladas, de coloração verde pálido. Ao tacto apresentam a viscosidade do caule. São frágeis que emitem um odor ligeiramente acre e narcótico devido à presença de nicotina, um alcaloide volátil de sabor amargo e odor intenso.
As flores, actinomorfas, hermafroditas, bracteadas e pediceladas, são verde-amareladas ou rosadas segundo a variedade, com um pequeno cálice de 1 a 2 cm e uma corola pubescente, de cinco lóbulos abovados, com cerca de 5 cm de comprimento. O ovário é glabro. A polinização é entomófila, sendo himenópteros e lepidópteros os principais polinizadores. As flores aparecem nos começos do verão e nos inícios de Outubro produzem um fruto capsular ovóide e coreáceo de 1,5-2,5 cm de comprimento, com sementes infra-milimétricas cinzentas com mucrão no hilo cárpico.
N. tabacum parece ter sido o resultado de um cruzamento espontâneo entre Nicotiana sylvestris e Nicotiana tomentosa, sendo tetraploide.
A planta apresenta a seguinte composição química:
- Glúcidos (40%), sais minerais (15-20%) e ácidos fenólicos (cafeico, clorogénico).
- Princípios activos: alcaloides piridínicos (2-15%), em que o principal é a nicotina, líquido oleoso, volátil, solúvel em água e solventes orgânicos.

## Distribuição
O centro de origem da espécie situa-se na zona andina entre o Peru e o Equador, região onde os primeiros cultivos terão ocorrido entre cinco mil e três mil anos a.C. Quando ocorreu a colonização europeia da América, o consumo estava implantado por todo o continente. As primeiras sementes foram transportadas para a Europa em 1559 e foram semeadas em terrenos situados nos arredores de Toledo (Espanha).
Em 1560, Jean Nicot de Villemain introduziu as folhas e sementes de N. tabacum como uma "droga maravilha" na corte francesa. Em 1586 o botânico francês Jacques Daléchamps deu à planta o nome de Herba nicotiana, em honra do introdutor da planta em França, nome que viria a ser posteriormente adoptado por Linné. Depois de ter sido considerada uma planta decorativa inicialmente, e depois uma panaceia, tornou-se popular entre a aristocracia europeia como fonte de rapé e de tabaco para fumar. A planta foi introduzida em África nos princípios do século XVII.
Para além do seu uso como fonte de rapé e de tabaco, os extractos das suas folhas foram um popular pesticida até meados do século XX. Em 1851, o químico belga Jean Servais Stas documentou o uso de extracto de tabaco como veneno num caso de homicídio: o conde belga Hippolyte Visart de Bocarmé envenenou o seu cunhado com extracto de folha de tabaco para obter dinheiro de que tinha necessidade urgente. Esta foi a primeira vez que se documentou cientificamente o uso de alcaloides em medicina forense.

## Actividade farmacológica
As folhas de N. tabacum e os seus extractos e preparados são estimulantes ganglionares, com efeito estimulador complexo do sistema simpático e parassimpático que produz efeitos estimulantes, seguidos de estado de depressão, pelo que actuam primeiro como estimulantes ganglionares e depois como ganglioplégicos. Simultâneamente, estimulam o sistema nervoso central (SNC), produzindo taquicardia e aumento da pressão arterial. No sistema digestivo, podem produzir diarreia, aumento da secreção gástrica e pirose (sensação de queimadura no esófago). São também considerados indutores enzimáticos, já que afectam as concentrações plasmáticas de outros fármacos. São fortemente aditivos.

## Taxonomia
A espécie Nicotiana tabacum foi descrita por Carolus Linnaeus e publicada em Species Plantarum, vol. 1, p. 180, 1753. A espécie tem uma rica sinonímia:
- Nicotiana alba Mill.
- Nicotiana alipes Steud.
- Nicotiana attenuata Steud.
- Nicotiana capensis Vilm.
- Nicotiana caudata Nutt.
- Nicotiana chinensis Fisch. ex Lehm.
- Nicotiana crispula Steud.
- Nicotiana florida Salisb.
- Nicotiana frutescens Lehm.
- Nicotiana fruticosa Moc. & Sessé ex Dunal
- Nicotiana gigantea Lehm.
- Nicotiana gracilipes Steud.
- Nicotiana guatemalensis Bailly
- Nicotiana havanensis Lehm.
- Nicotiana lancifolia Willd. ex Lehm.
- Nicotiana latissima Mill.
- Nicotiana lingua Steud.
- Nicotiana macrophylla Spreng.
- Nicotiana marylandica Schübl. ex Dunal
- Nicotiana mexicana Schltdl.
- Nicotiana mexicana var. rubriflora Dunal
- Nicotiana pallescens Steud.
- Nicotiana pilosa Dunal
- Nicotiana serotina Steud.
- Nicotiana tabaca St.-Lag.
- Nicotiana verdon Steud.
- Nicotiana ybarrensis Kunth
- Tabacum latissimum Bercht. & Opiz
- Tabacum nicotianum Bercht. & Opiz
- Tabacum ovatofolium Gilib.[7]

Variedades
- Nicotiana tabacum var. fruticosa (L.) Hook. f.
- Nicotiana tabacum var. loxensis (Kunth) Kuntze
- Nicotiana tabacum var. virginica (C. Agardh) Comes

## Galeria

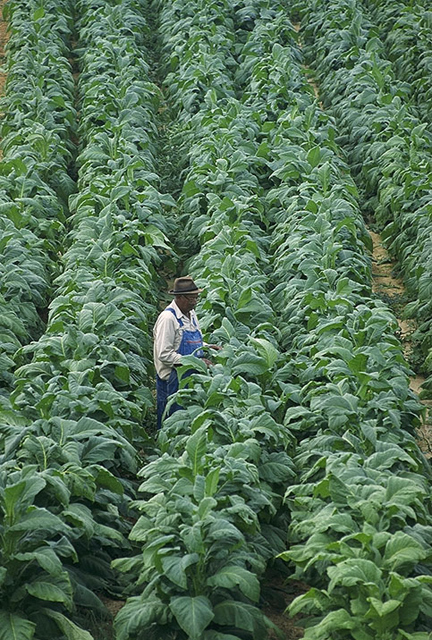
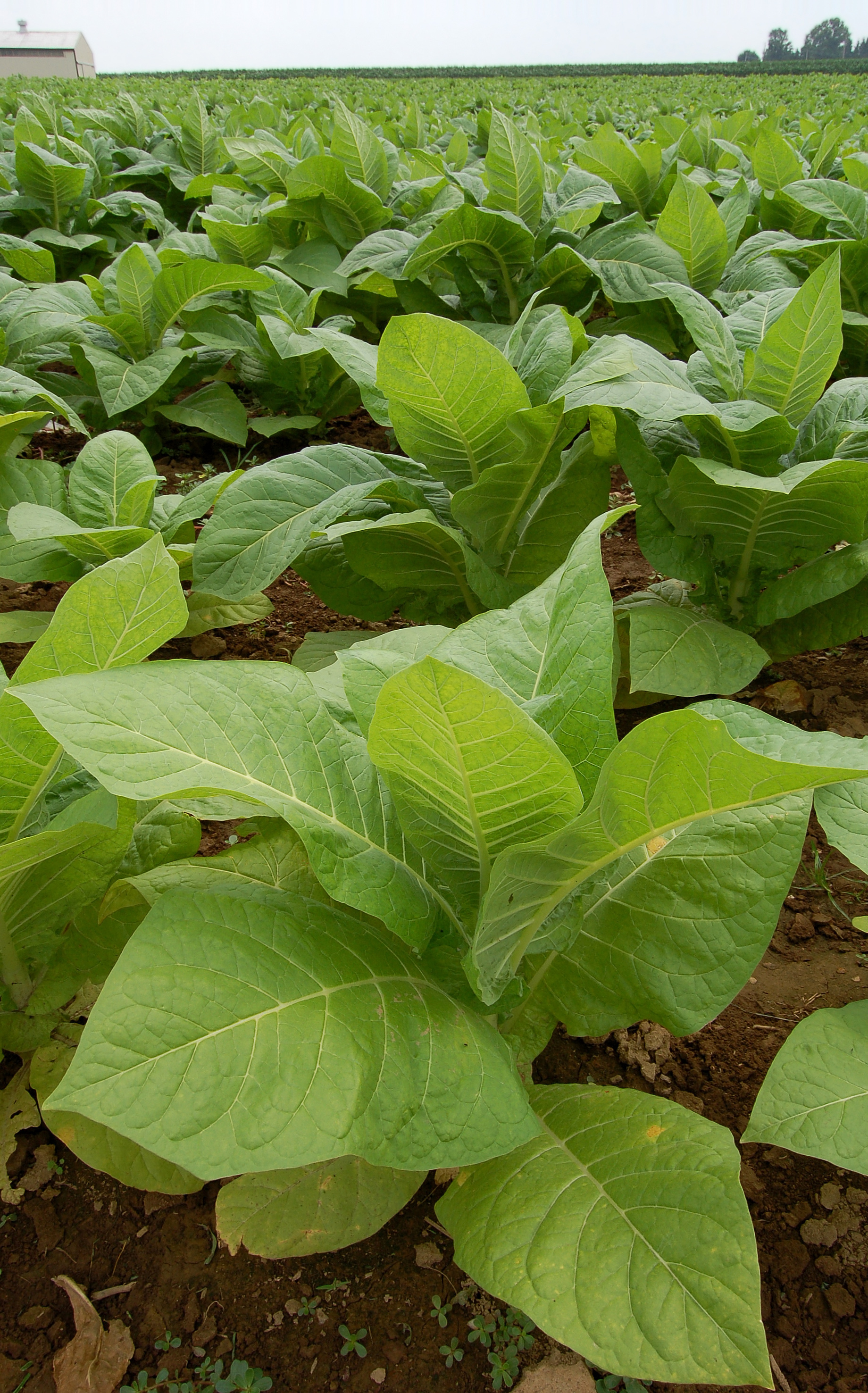
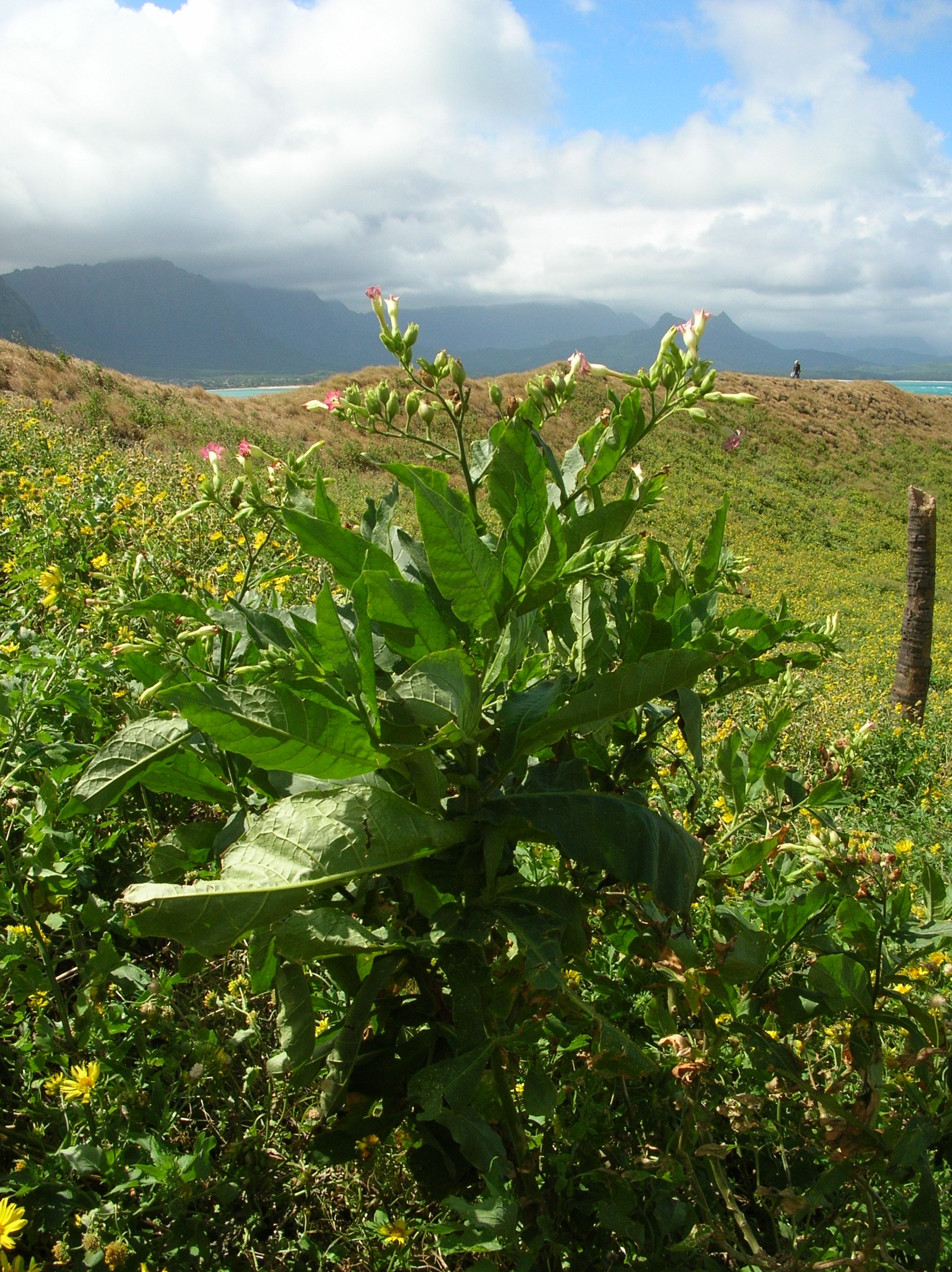
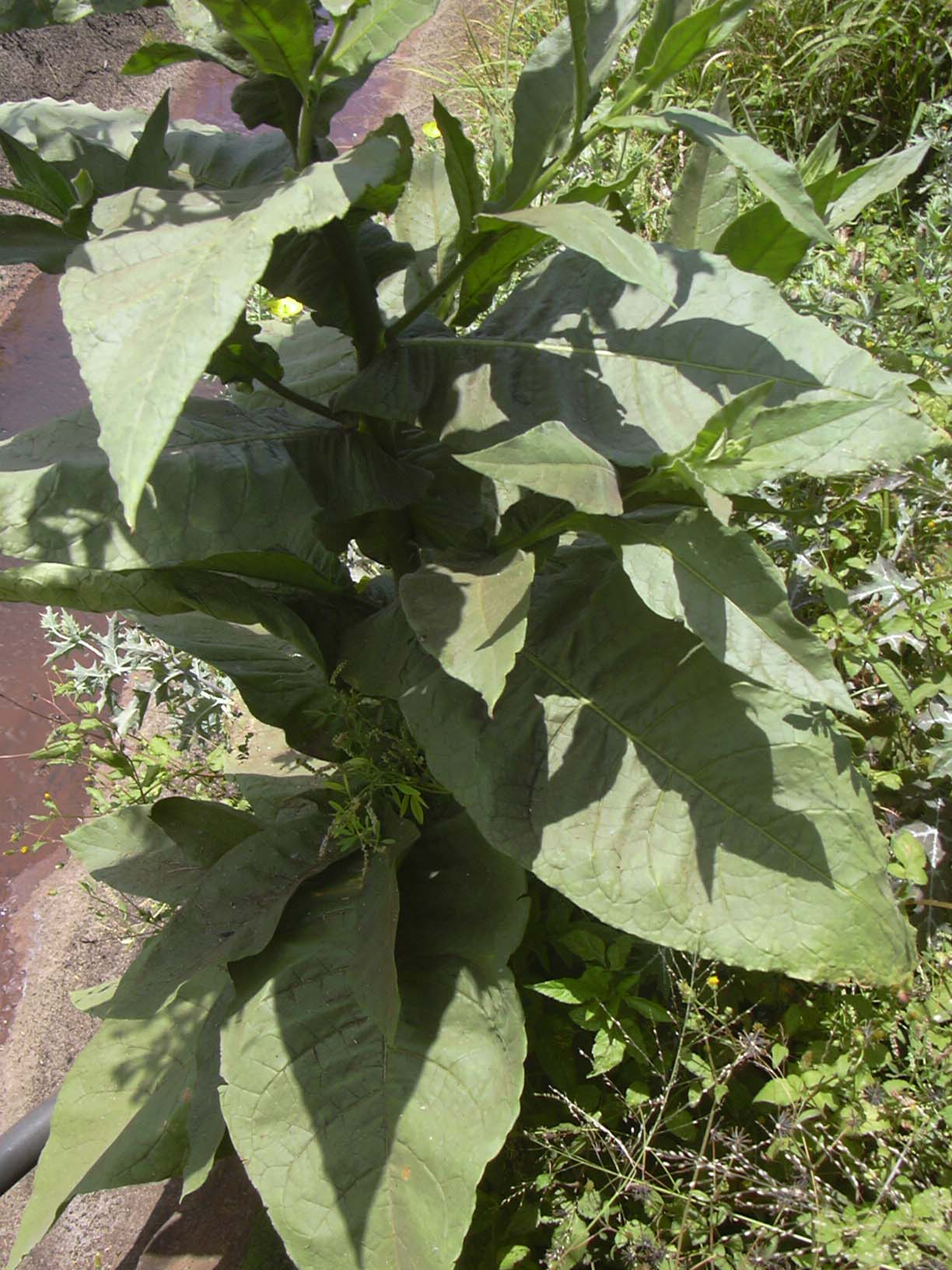
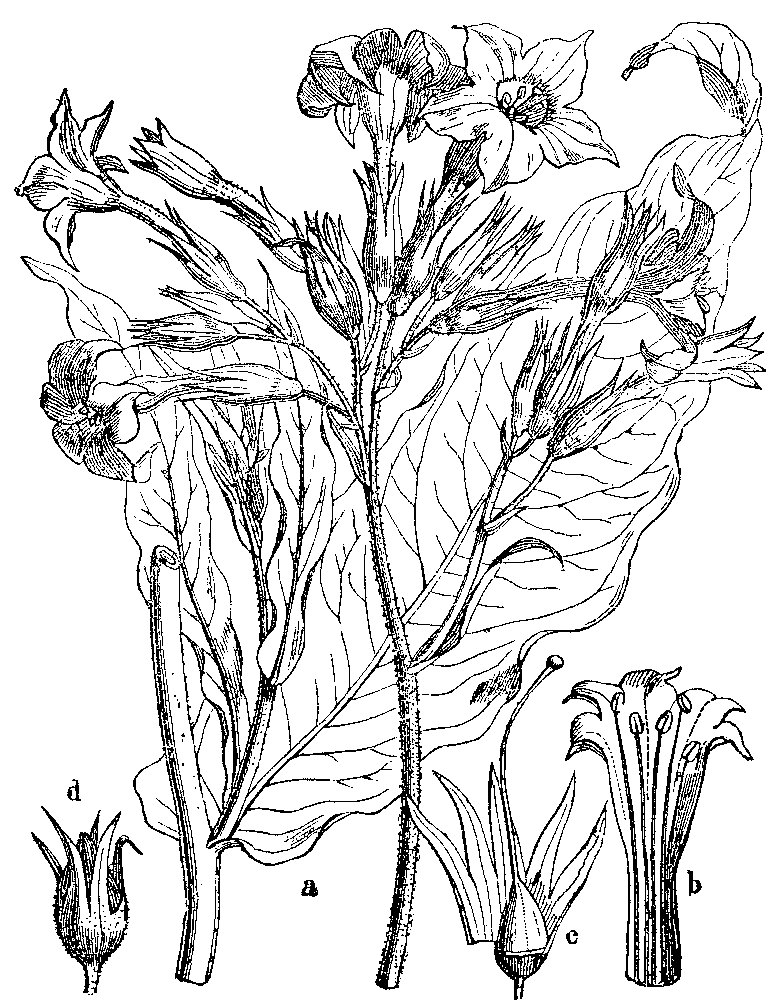
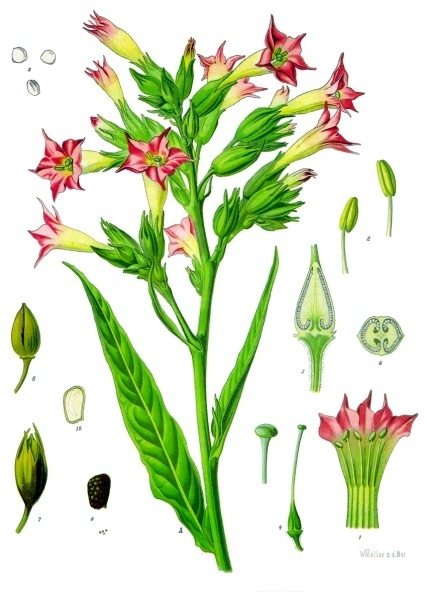
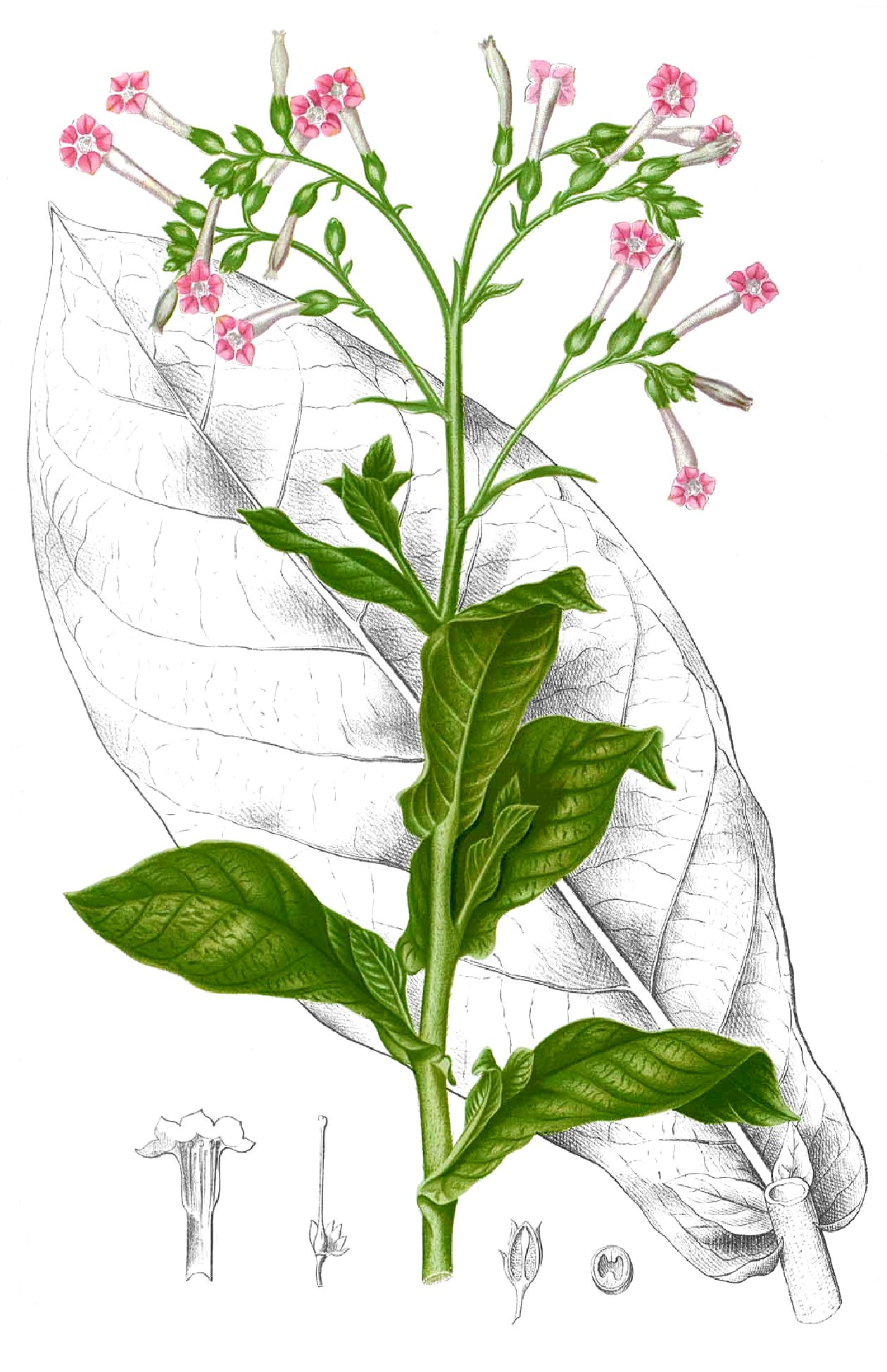
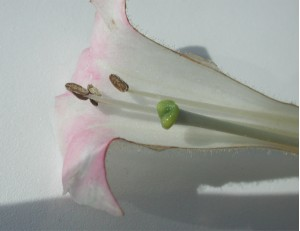